# Cheritra freja
Cheritra freja är en fjärilsart som beskrevs av Fabricius 1793. Cheritra freja ingår i släktet Cheritra och familjen juvelvingar. IUCN kategoriserar arten globalt som livskraftig. Inga underarter finns listade i Catalogue of Life.

## Bildgalleri

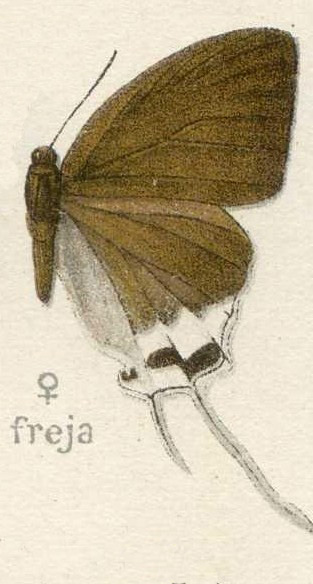
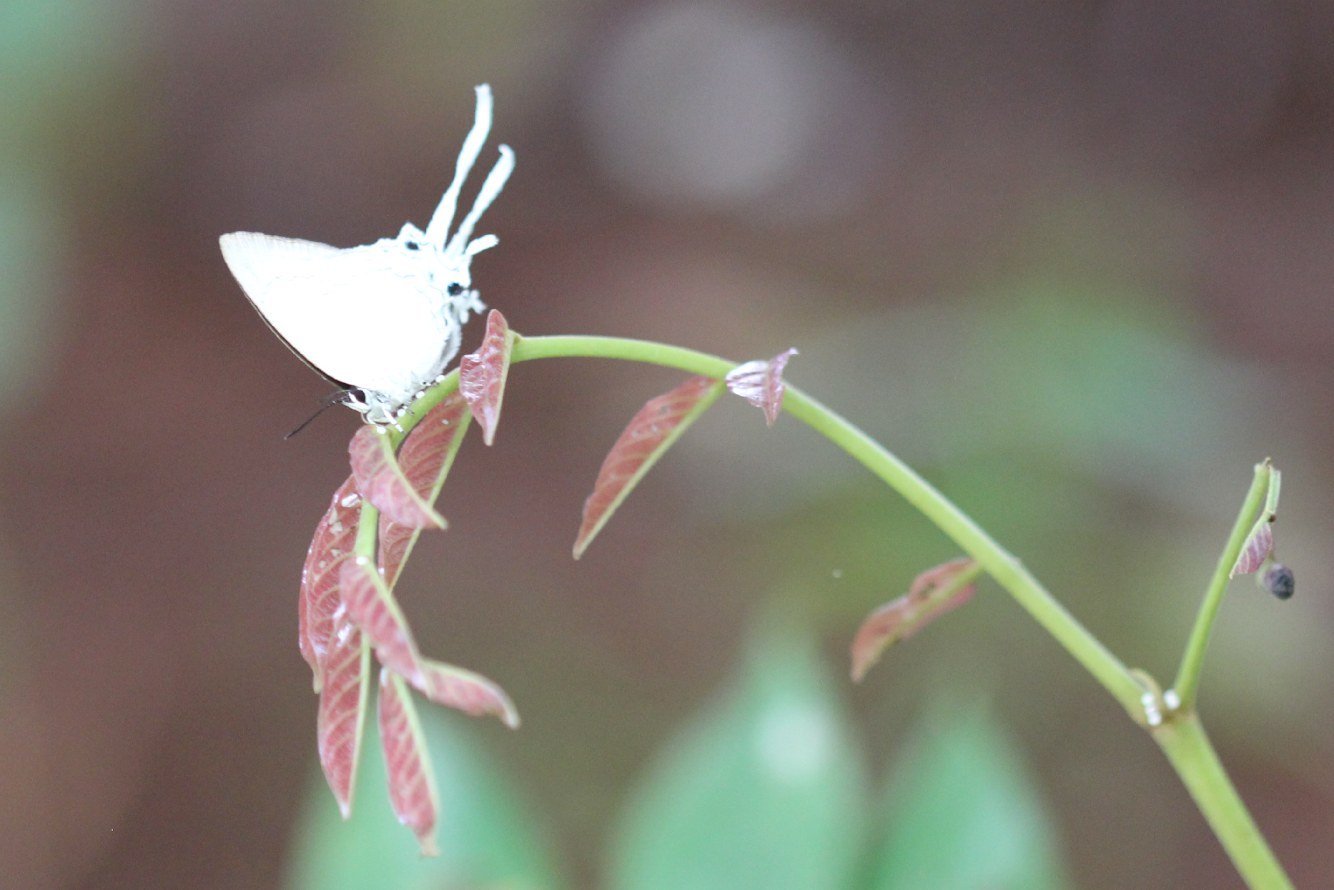